# E. L. 닥터로

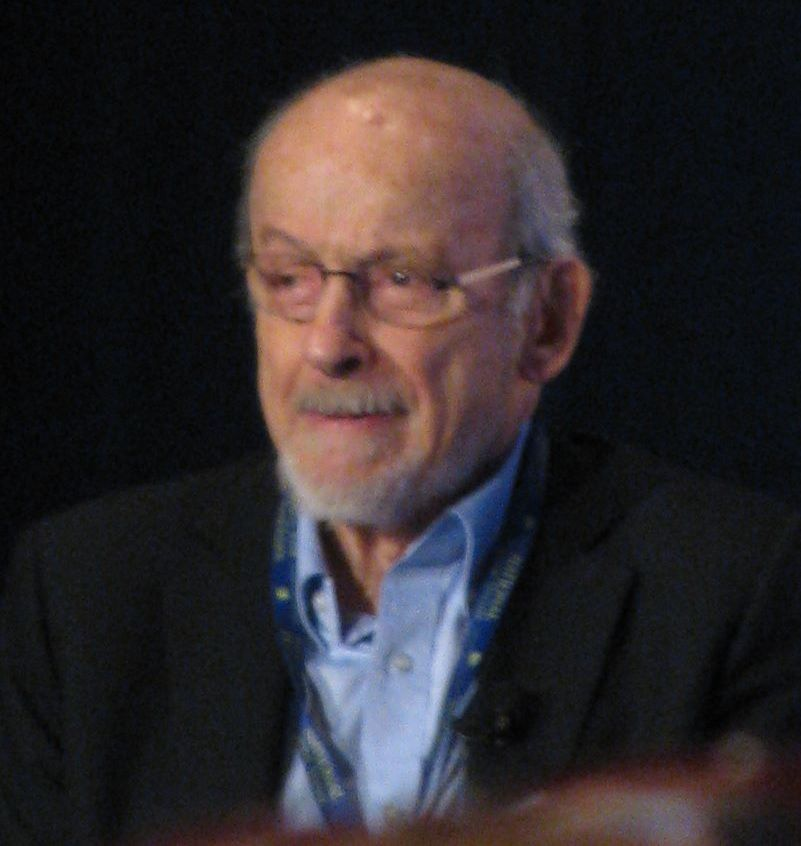
2014 National Book Festival에서 읽기

에드거 로런스 닥터로(Edgar Lawrence Doctorow, 1931년 1월 6일 ~ 2015년 7월 21일)는 미국의 소설가이다.

## 약력
1931년 뉴욕 브롱크스에서 태어났다. 대학 졸업 후 출판사 편집자를 맡아 1960년에 소설 《Welcome to Hard Times》로 데뷔했다. 이 후 꾸준히 작품을 내었으며, 영화화된 작품도 많다.
2015년 7월 21일 폐암 합병증으로 인해 사망하였다. 향년 85세.